# Caronte (mitologia)
(Inferno III 94-96)
Nella mitologia greca e nella mitologia romana, Caronte era il traghettatore dell'Ade. Come psicopompo trasportava le anime dei morti da una riva all'altra del fiume Acheronte, ma solo se i loro cadaveri avevano ricevuto i rituali onori funebri (o, in un'altra versione, se disponevano di un obolo per pagare il viaggio); chi non li aveva (o non aveva l'obolo) era costretto a stare in eterno senza pace tra le nebbie del bosco silente, nel vestibolo (o, secondo alcuni autori, per cento anni).

Nell'antica Roma vigeva la tradizione di mettere una moneta sotto la lingua del cadavere prima della sepoltura. La tradizione rimase viva in Grecia fino ad epoche abbastanza recenti ed è probabilmente di origine antica. Qualche autore sostiene che il prezzo era di due monete, sistemate sopra gli occhi del defunto o sotto la lingua. 

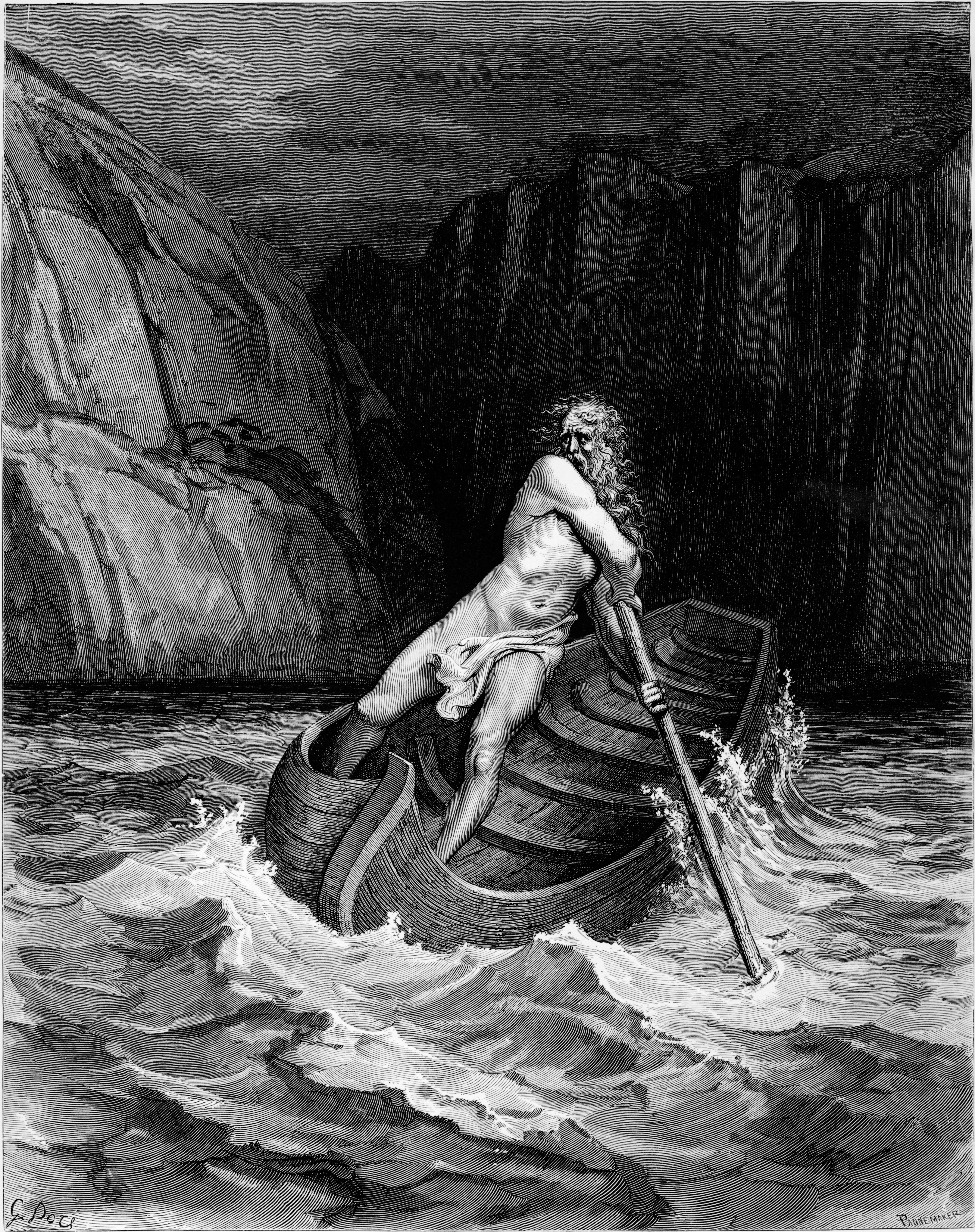
Caronte, illustrazione di Gustave Doré

Nessuna anima viva è mai stata trasportata dall'altra parte, con le sole eccezioni della dea Persefone, degli eroi Enea, Teseo, Piritoo e Ercole, Odisseo, del vate Orfeo, della sibilla cumana Deifobe, di Psyche e, nella letteratura e nelle tradizioni successive a quella greca antica, di Dante Alighieri. Caronte è figlio di Erebo e Notte.
Nella mitologia etrusca il suo corrispettivo è Charun. 
Il suo nome è stato dato al principale satellite di Plutone.

## Descrizioni

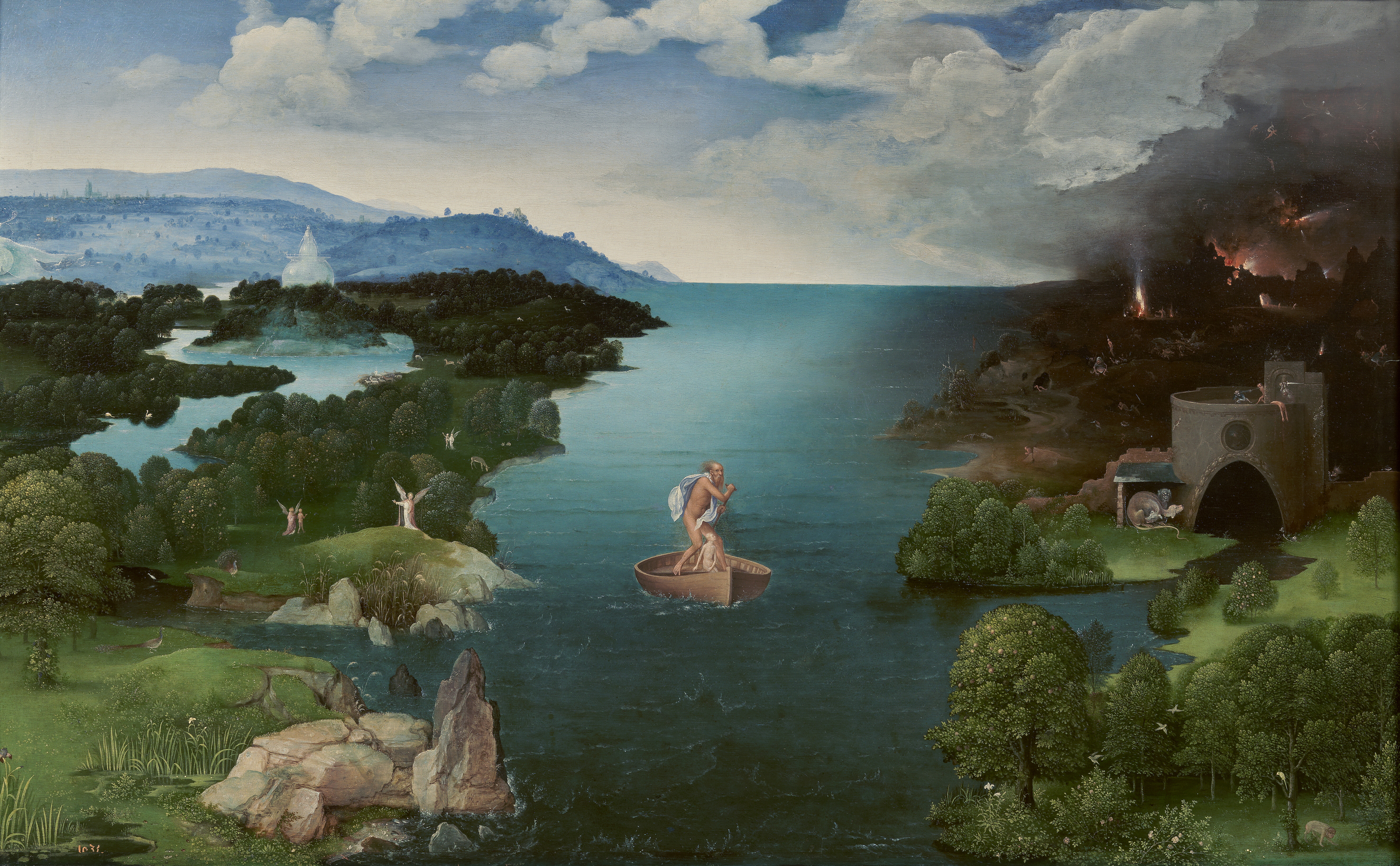
Joachim Patinir, Passaggio agli Inferi (1515-1524), Museo del Prado

Le due opere più significative in cui s'incontra la figura di Caronte sono sicuramente l'Eneide di Virgilio e la Divina Commedia di Dante Alighieri. Alla fine del V secolo a.C., compare nella commedia Le rane di Aristofane, in cui urla insulti nei riguardi della gente che lo attornia. Nella Divina Commedia viene descritto con la barba e i capelli bianchi e con gli occhi cerchiati di rosso come il fuoco.
Viene spesso detto che Caronte trasportava le anime attraverso il fiume Stige; ciò è descritto nell'Eneide. Comunque per molte fonti, incluso Pausania e, in seguito, l'Inferno di Dante, il fiume era l'Acheronte.

## Caronte virgiliano nell'Eneide
Caronte viene citato nell'Eneide da Virgilio al libro VI, per la prima volta al v. 299.
(Eneide, VI, 298-301)
(Eneide, VI, 302-304)

## Caronte dantesco nellaDivina Commedia
Ritroviamo nel canto III dell'inferno delle terzine che descrivono Caronte in vari lati della sua figura:
- come vecchio e canuto;

(Inferno III 82-84)
- come nocchiero con la barba e gli occhi infuocati;

(Inferno III 97-99)
- come demonio severo, ordinato e sistematico.

(Inferno III 109-111)

## Nella cultura di massa
Il “Caronte” era lo schiavo incaricato di accertarsi della morte del gladiatore sconfitto, non graziato, dandogli il colpo finale, nel caso fosse ancora in vita. A tal fine utilizzava una mazza ed aveva il volto coperto da una maschera, rappresentante Caronte (il nocchiero mitologico che traghettava le anime dei morti da una riva all'altra del fiume Acheronte, nel regno degli Inferi). Dopo aver assolto a questo compito, recuperava il cadavere, caricandolo su un carro o su una barella, attraverso la porta dell'inferno e lo deponeva nello spoliarium, l’obitorio dell’anfiteatro, dove venivano tolti gli abiti e le armature al gladiatore morto.
Lo spoliarium era una stanza senza angoli (più facile da pulire) nella quale i caronti generalmente facevano commercio del sangue dei gladiatori, che era considerato sia amuleto che cura per debolezza ed impotenza. I caronti si coloravano la pelle con colore verdastro, tipico dei cadaveri in decomposizione. Il rituale della "mazza" è rimasto fino ai giorni nostri, quando un papa muore viene chiamato tre volte con il nome di battesimo e gli viene dato qualche colpo di martelletto alla tempia per verificare che sia morto. A partire dal 2012 il suo nome è stato spesso utilizzato in Italia per riferirsi ad ondate di calore particolarmente intense nel periodo estivo con il significato allegorico di "traghettare" nel cuore della torrida estate.

## Nel teatro greco
Fra le macchine teatrali greche esistevano le "scale di Caronte" che permettevano agli attori di sorgere improvvisamente sotto l’orchestra a impersonare ombre di defunti, spettri, ecc.